# Manuel Vareiro
Portela Morais Vareiro est un nom portugais ; le premier nom de famille (d'usage facultatif) est Portela Morais et le second est Vareiro.
Pas d'image ? Cliquez ici

a Compétitions nationales et continentales officielles uniquement.

b Matchs officiels uniquement.
Dernière mise à jour le 18 août 2025.
Manuel Vareiro, né le 14 janvier 2005 à Lisbonne (Portugal), est un joueur international portugais de rugby à XV, évoluant principalement au poste de demi d'ouverture.
Son oncle, Miguel Portela de Morais, ainsi que son cousin, Jerónimo Portela, sont également des joueurs internationaux portugais de rugby à XV.

## Biographie

### Jeunesse et formation
Manuel Vareiro naît à Lisbonne, au Portugal, le 14 janvier 2005 dans une famille passionnée de rugby à XV. Son père, ancien troisième ligne aile, l'initie au rugby à XV dès l'âge de cinq ans au GD Direito. Il est également le neveu de l'international portugais Miguel Portela de Morais et le cousin de Jerónimo Portela.
Entre cinq et neuf ans, il interrompt sa pratique du rugby pour se consacrer au football, qu'il joue dans les équipes de jeunes du Sporting Clube de Portugal. Il revient au rugby à quatorze ans, influencé par ses amis, et réintègre le GD Direito, où il gravit rapidement les échelons dans les catégories jeunes.
En 2021, il participe au Championnat d'Europe des moins de 18 ans avec le Portugal : les Portugais battent l'Espagne en demi-finale (31-12), avant de s'incliner contre la Géorgie en finale. À l'issue de la compétition, il est sélectionné dans l'équipe type du tournoi.

### Participation à la Coupe du monde de rugby à sept, débuts senior en club et débuts internationaux senior à XV
Lors de l'année 2022, Manuel Vareiro intègre l'équipe du Portugal de rugby à sept pour disputer le tournoi de qualification à la Coupe du monde 2022. Le Portugal parvenant à se qualifier, il participe à la phase finale de la Coupe du monde.
Par la suite, il fait ses débuts en senior avec le GD Direito lors de la saison 2022-2023. Il contribue au douzième titre de champion national du club cette année-là, aux côtés de son cousin Jerónimo,. 
La saison suivante, au mois de novembre 2023, il est retenu avec les Lusitanos XV pour la Rugby Europe Super Cup. Puis, il remporte la médaille de bronze au Championnat d'Europe des moins de 20 ans avec l'équipe du Portugal. Plus tard ce même mois, il participe aussi à la finale de la Coupe ibérique, perdue face au Valladolid RAC (8-13).
Le 13 juillet 2024, il fait ses débuts avec l'équipe du Portugal de rugby à XV lors d'un test match contre la Namibie, à Windhoek : il entre en jeu à la 74e minute et inscrit trois points deux minutes plus tard.
À l'automne 2024, il participe à nouveau à la Rugby Europe Super Cup,. Il est ensuite sélectionné pour les test matchs de novembre contre les États-Unis et l'Écosse. En novembre, il s'illustre comme le meilleur joueur du Championnat d'Europe des moins de 20 ans, remporté par le Portugal,, et confirme son statut d'espoir du rugby portugais,.
En 2025, il dispute le Championnat d'Europe, dont le Portugal termine demi-finaliste après une défaite contre l'Espagne,. Cette campagne permet néanmoins aux Portugais de décrocher leur qualification pour la Coupe du monde 2027,. La même année, il brille à nouveau à sept en remportant le Sevens Challenger à Cracovie : sa passe au pied décisive en finale contre les Samoa assure la victoire et une place pour les barrages du SVNS 2024-2025.

### Départ en France à Provence Rugby
Au début de la saison 2025-2026, Manuel Vareiro intègre le centre de formation du club français de Provence Rugby,.

## Palmarès

### En club
- Finaliste de la Coupe ibérique en 2023 avec le GD Direito.

### En équipe nationale
- Finaliste du Championnat d'Europe en 2021 avec l'équipe du Portugal des moins de 18 ans.
- Troisième du Championnat d'Europe en 2023 avec l'équipe du Portugal des moins de 20 ans.
- Vainqueur du Championnat d'Europe en 2024 avec l'équipe du Portugal des moins de 20 ans.